# Reni (Ucrania)
Rení (en ucraniano: Рені) es una ciudad ucraniana perteneciente al óblast de Odesa. Situado en el suroeste del país, es parte del raión de Izmaíl y del municipio (hromada) de homónimo.

## Toponimia
En todos los idiomas de importancia local, la ciudad se conoce con el nombre de Rení (en ruso: Рени; en rumano: Reni), cuyo origen proviene de la palabra latina "arena".

## Geografía
Rení se encuentra al noreste del delta del Danubio, cuyo curso marca la frontera entre Rumanía y Ucrania, y unos kilómetros al sureste de la frontera entre Rumania y Moldavia. La ciudad está en la región histórica de Budyak en Besarabia, a 8 km de Giurgiuleşti, 20 km de Galaţi y 220 km al suroeste de Odesa.

## Historia

### Inicios
La primera mención documental de la localidad de Reni se da en 1548, un período en que la región era parte del histórico Budyak (en rumano: Bugeac) del principado de Moldavia. Se considera que el fundador de la localidad es el voivoda moldavo Iliaș Rareș (1546-1551). Reni fue uno de los dos puertos en el Danubio del principado de Moldavia (el segundo era la ciudad de Galați). En 1621 la ciudad fue conquistada por los turcos, que le dieron el nombre de Tomarova (en ucraniano: Томарово).
En la obra Descriptio Moldaviae ("Descripción de Moldavia") escrita por el voivoda erudito Demetrio Cantemir en latín durante el período de 1714 a 1716, la ciudad de Reni se describe como sigue:

Reni, como la llamaban los moldavos, pero que los turcos llaman hoy Timarova, es una fortaleza de los mismos, alrededor de la desembocadura de los ríos Prut y Danubio. En ella no hay turcos, aunque pertenece a los turcos. Los soldados son todos cristianos y todos moldavos, cuya cabeza es la misma ley; esta se denomina generalmente beşliagasi y se le ordena pasha de Silistra, que debe ser siempre un seraschier.

Por la paz de Bucarest firmada entre el 16 y el 28 de mayo de 1812 por el Imperio ruso y el Imperio otomano al final de la guerra ruso-turca, Rusia ocupó el territorio al este de Moldavia entre el Prut y Dniéster, que se unió a la tierra de Jotín y a la Besarabia-Budzhak ganada a los turcos, llamando a toda esta zona Besarabia (1813) y convirtiéndola en una gubernia dividida en diez territorios (Jotín, Soroca, Bălți, Orhei, Lăpușna, Bender, Cahul, Boljrado, Chilia y Bilhorod-Dnistrovski; la capital de la gubernia se fija en Chisináu).
A principios del siglo XIX, de acuerdo con el censo realizado por las autoridades zaristas en 1817, Reni era parte del uyezd de Izmaíl. En 1821, Reni alcanzó la categoría de ciudad.
Después del tratado de París, que puso fin a la guerra de Crimea (1853-1856), Rusia restituyó a Moldavia una franja de tierra en el suroeste de Besarabia (conocida como Cahul, Bolhrad e Izmaíl). A raíz de esta pérdida de territorios, Rusia perdió su acceso a la boca del Danubio. Tras la unificación de Moldavia con el principado de Valaquia en 1859, este territorio pasó a formar parte del nuevo estado de Rumania (Principados Unidos de Valaquia y Moldavia). Después del tratado de Berlín de 1878, Rumania se vio obligada a ceder el territorio al Imperio ruso.

### Periodo de entreguerras

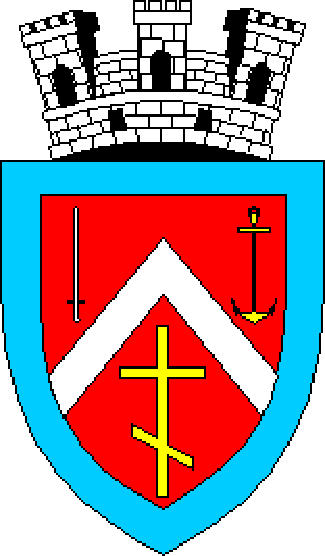
Escudo rumano de Reni.

En 1917, la República Democrática de Moldavia proclamó su independencia dentro de las fronteras de Besarabia, incluyendo la ciudad de Reni.
Después de la Unión de Besarabia con Rumanía el 27 de marzo de 1918, la ciudad de Reni fue parte de Rumanía como una comunidad de residencia dentro del Județ de Izmail. En aquel entonces, la mayoría de la población se componía de rumanos, con pequeñas comunidades de rusos y hebreos. El censo de 1930 encontró que de los 11 923 habitantes de la ciudad, 6112 eran rumanos (51,26 %), 3472 rusos (29,12 %), 1170 hebreos (9,81 %), 376 búlgaros (3,15 %), 231 gagauzos (1,94 %), 175 griegos (1,47 %), 110 ucranianos (0,92 %), 53 alemanes, 50 polacos, 36 húngaros, 15 turcos, 13 armenios, seis serbios y tres checos.
En el período de entreguerras funcionó aquí un juzgado, un ayuntamiento, una estación de policía, una estación de bomberos, una ciudad de servicios de salud, un servicio veterinario, un servicio hidráulico, una oficina de aduanas, una capitanía de puerto, una estación de policía portuaria, una oficina de PTT Estado y una oficina telefónica. De las tres carreteras nacionales que cruzaban el județ, solo una pasaba por Reni: Galați-Reni-Boljrado-Tarútine.
La ciudad de Reni era un importante puerto en la margen izquierda del Danubio, que se encontraba a una distancia de 22 km de Galați, 93 km de Izmaíl y 220 km de Bucarest. La compañía S.R.D. operaba en la línea de Brăila-Galați-Reni-Isaccea-Tulcea-Izmaíl-Kiliyá-Chilia Veche-Periprava-Vílkove (y viceversa). También Reni destacó por la estación de ferrocarril en la línea de Galați-Basarabeasca-Bender.
Debido a su ubicación geográfica en la desembocadura del río Prut en el Danubio, Reni se convirtió en un importante centro comercial, se formó un mercado desarrollado de granos, ganado, cerdos, productos de animales, pájaros, cáñamo, hortalizas, miel, vino, cera, producida principalmente en los județs de Besarabia. Aquí estaban operando una planta de energía, tres fábricas de ladrillos, dos molinos y dos de aceite. También operaban en la localidad dos agencias bancarias.
Era un importante centro local, con un gimnasio, seis escuelas primarias y cuatro jardines de infancia. También para la atención de la salud estaban operando un hospital del estado comunal, dos centros de salud y una oficina del Seguro Social en Galați que proporcionaba servicios médicos en la localidad.
Había sociedades de cultura y el deporte (filial de la Liga Cultural, dos bibliotecas públicas, una sociedad musical y tres compañías de deportes), iglesias (tres iglesias ortodoxas, una lipovana, una bautista y una de evangélicos) o de beneficencia (una enfermería).

### Período soviético
Como resultado del Pacto Ribbentrop-Mólotov de 1939, Besarabia, Bucovina del Norte y Herța fueron anexadas por la URSS el 28 de junio de 1940. Después de que Besarabia fuese ocupada por los soviéticos, Stalin la desmembró en tres partes. De este modo, el 2 de agosto de 1940, fue fundada la República Socialista Soviética de Moldavia; los județs rumanos de Cetatea Albă e Ismail y el norte (Hotin) de Besarabia, el norte de Bucovina y sur de Herța se integraron en la República Socialista Soviética de Ucrania. El 7 de agosto de 1940, se creó la óblast de Izmaíl, compuesto de territorios en el sur de Besarabia que se unieron a la RSS de Ucrania.

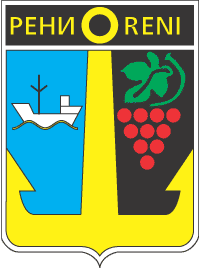
Escudo soviético de Rení

Durante 1941-1944, todos los territorios anexos anteriormente por la URSS fueron conquistados por el Eje y entregados al reino de Rumania. De acuerdo con el censo en el otoño de 1941 en la ciudad de Reni vivían 8001 personas, de los cuales 4868 eran rumanos (60,84 %), 2645 rusos (33,06 %), 221 búlgaros (2,76 %), 64 hebreos, 49 gagaúzos, 43 ucranianos, 32 polacos, 11 alemanes y 68 de otras nacionalidades. Es destacable el hecho de que el número de judíos (en pleno proceso de deportación a Transnistria) era superior a la de los ucranianos (aunque esta localidad fue incluida en la RSS de Ucrania, la proporción de los ucranianos era de solo 0,54 % de su población).
En 1944, la Unión Soviética volvió a ocupar los tres territorios anexados después del ultimátum de 26 de junio de 1940, y el sur de Besarabia se incorporó a la RSS de Ucrania, de acuerdo con la organización territorial hecha por Stalin después de la anexión de 1940, cuando Besarabia se rompió en tres partes.
Durante la ocupación soviética se produjeron profundos cambios en la población del puerto, muy cosmopolita antes de la guerra. Los judíos desaparecieron del pueblo y la mitad de la población rumana fue deportada a Siberia. En cambio, fueron traídos aquí muchos rusos y ucranianos, cambiando así por la fuerza la composición étnica de la ciudad.
En 1954, la óblast de Izmaíl fue abolida y las localidades se incluyeron en la óblast de Odesa. Se estableció en 1969 el raión de Reni y la ciudad se convirtió en el centro del raión. Un período de industrialización de la ciudad.

### Reni contemporánea
Hasta el 18 de julio de 2020, Reni fue el centro administrativo de raión de Reni. El raión se abolió en julio de 2020 como parte de la reforma administrativa de Ucrania, que redujo el número de riones del óblast de Odesa a siete, el área de raión de Reni se fusionó con raión de Izmaíl.
El 24 de enero de 2023, los fiscales anticorrupción de Ucrania detuvieron al alcalde de Rení, Ígor Plejov luego de recibir un soborno de 50,000 dólares.

## Demografía
La evolución de la población de Rení entre 1897 y 2022 fue la siguiente:
| 6941                                                          | 11 200 | 20 304 | 24 276 | 21 532 | 23 794 | 20 481 | 19 947 | 19 488 | 18 851 | 18 320 | 17 736 |
| (Fuente: Cities & Towns of Ukraine y UKRAINE: Größere Städte) |        |        |        |        |        |        |        |        |        |        |        |

Según el censo de 2001, el 48,6% de la población son ucranianos, el 32,5% son ucranianos y el resto de minorías son principalmente rumanos (29,5%), rusos (21,5%), búlgaros de Besarabia (8,4%) y gagaúzos (7,9%). En cuanto al idioma, la lengua materna de la mayoría de los habitantes, el 70,5%, es el ruso; del 13,4%, el rumano; del 12,5%, el ucraniano; 2%, el búlgaro y 2%, el gagaúzo.

## Infraestructura

### Educación
El 1 de septiembre de 1998, la Universidad de Dnipropetrovsk abrió una sucursal en Reni con dos facultades (Derecho y Economía).

### Transporte
En la ciudad, la carretera territorial T-16-42 se encuentra con la carretera M-15 Izmaíl-Odesa. Hay una vía de tren que une a Moldavia y Rumania que pasa por Reni, porque esta ciudad era parte de Rumania antes de 1947, cuando fue pasada a la Unión Soviética.

## Galería

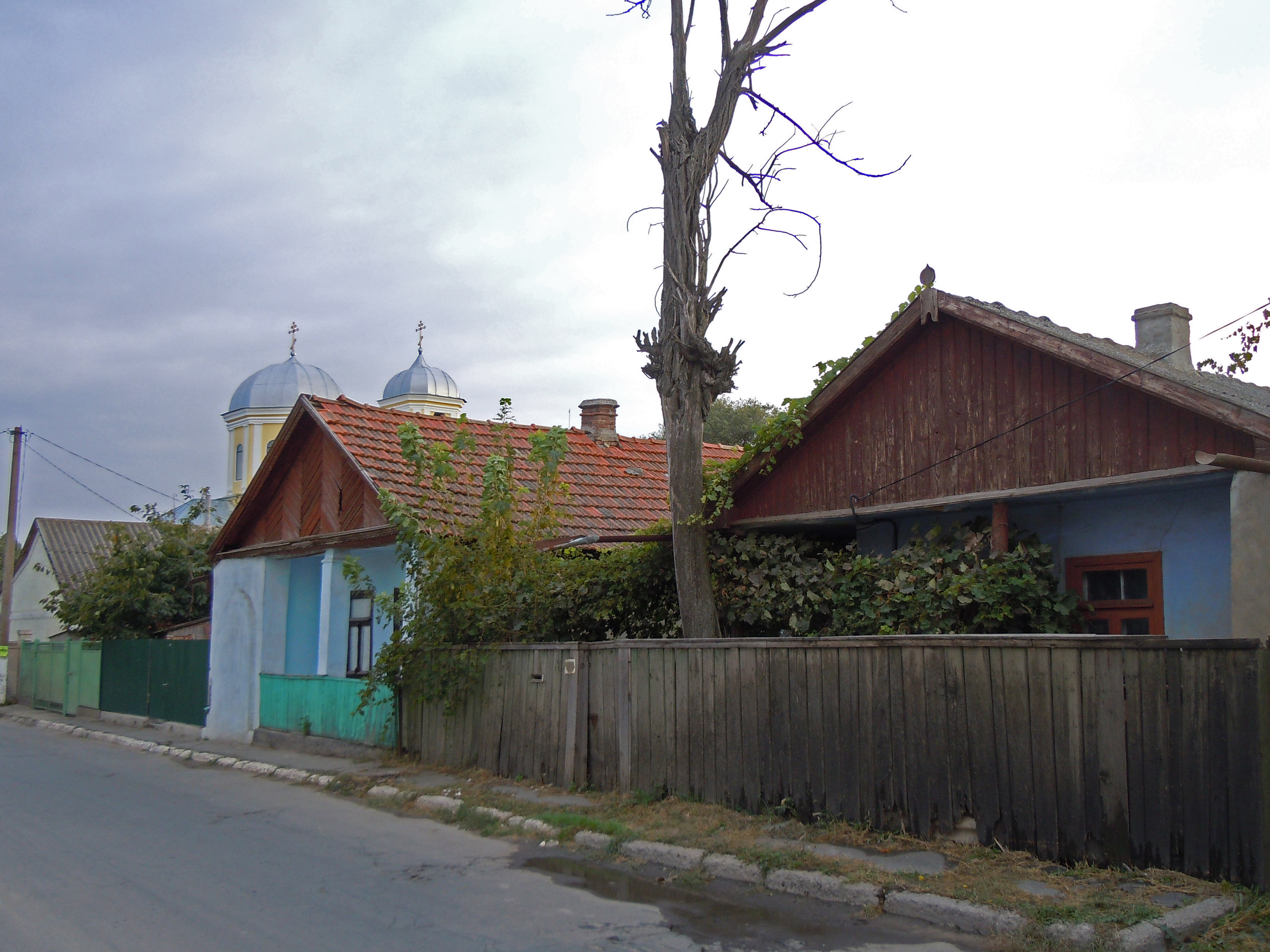
Calles de Rení
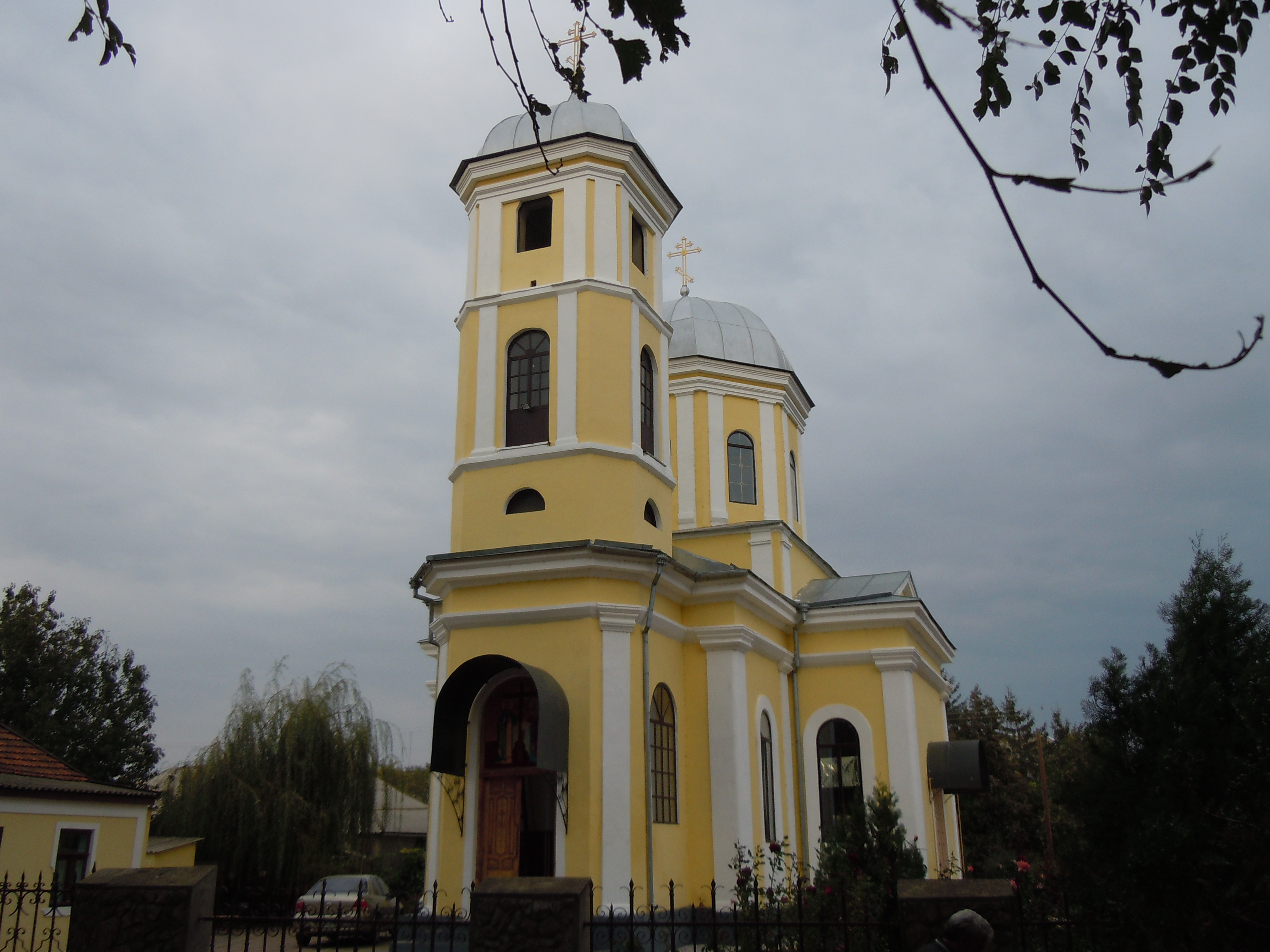
Iglesia de Santos Constantino y Elena
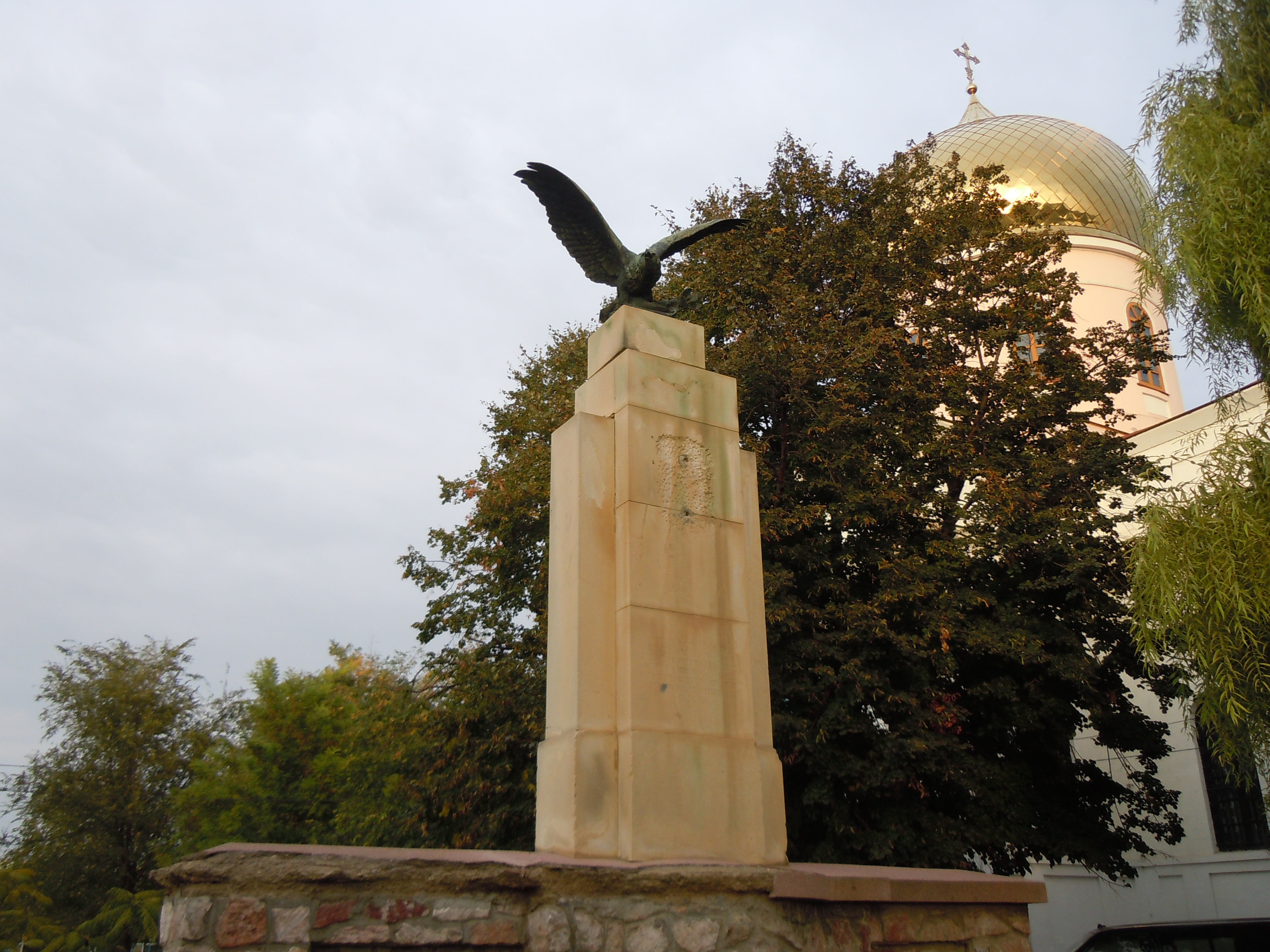
Monumento soviético de Rení
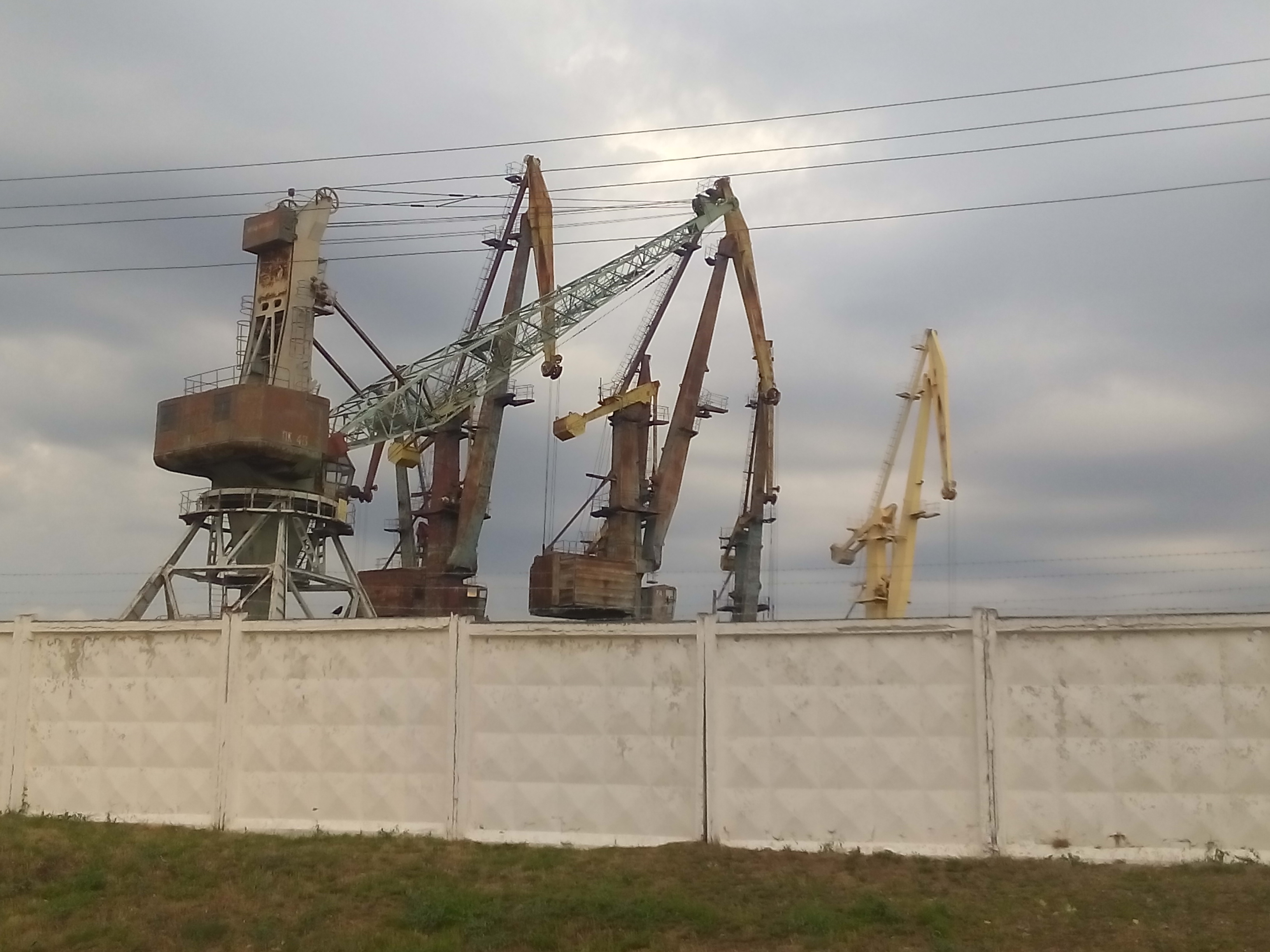
Puerto de Rení